# Basilisa
Basilisa es un municipio en la provincia de Islas Dinagat, en la isla Dinagat, Filipinas. De acuerdo con el censo del año 2000, Basilisa tiene una población de 26,489 habitantes.

## Geografía
Al norte limita con Libjo, al este con Cagdianao, al sur con Dinagat, y al oeste con el Estrecho de Surigao.
La población, cuyo barrio incluye la isla de Viray, se encuentra en la isla de Sibanac que comprende además los barrios de Roxas y de Imee (Bactasan). Su término comprende las siguientes islas:
Unib, barrios de Columbus y Corig; Cotcot (Kotkot),  Hagakhak,  Pequeña Hagakhak, Canhatid y Casundalo, de Puerto Princesa; Agongón y Canhatid de Melgar en la bahía de Melgar; Sibucaoán de Navarro; Bilabid de Ferdinand,y Capaquián (Lingig) de Catadmán. 

### Comunicaciones
Un barco procedente de la ciudad de Surigao se detiene en los dos muelles de la isla, Tubajón en el norte y Cagdayánao en el sur.  La duración del trayecto es 30 a 45 minutos. Desde cualquiera de los dos podemos acceder por la carretera que comunica Cagdayánao con Santiago, barrio de Loreto, al centro de la isla donde se encuentra Tag-Abaca, 26 km al norte de Cagdayánao.

### Barangays
Basilisa se divide políticamente en 27 barangays.
| - Benglen - Catadman (Kapakyan) - Columbus - Coring - Cortes - Diegas - Doña Helene - Edera - Ferdinand - Geotina - Imee (Bactasan) - Melgar - Montag - Navarro | - New Nazareth - Población - Puerto Princesa - Rita Glenda - Roma - Roxas - Santa Mónica - Santo Niño - Sering - Sombrado - Tag-abaca - Villa Ecleo - Villa Pantinople |

## Historia
El actual territorio de las Islas de Dinagat fue parte de la provincia de Caraga durante la mayor parte del Imperio español en Asia y Oceanía (1520-1898).
Así, a principios del siglo XX la isla de Mindanao se hallaba dividida en siete distritos o provincias.
El Distrito 3º de Surigao, llamado hasta 1858  provincia de Caraga, tenía por capital el pueblo de Surigao e incluía la  Comandancia de Butuan.
Uno de sus pueblos era Dinagat de 6,228 almas, con las visitas de Nonoc, isla en el municipio de Surigao; Loreto; Libjó; Cagdayánao; y Melgar,  en el municipio de Basilisa.

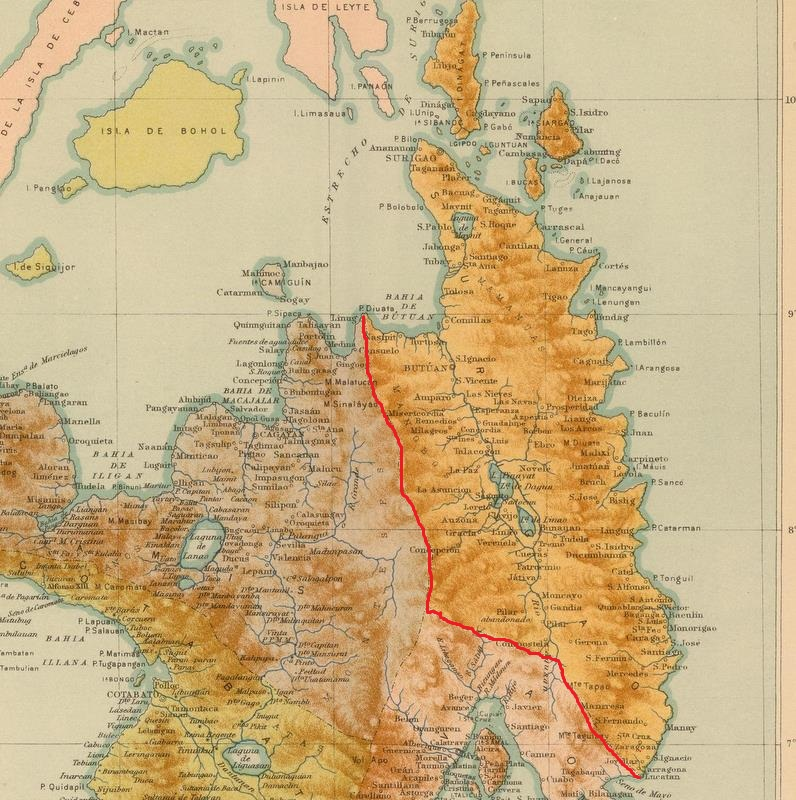
Provincia de Surigao en 1899.

Durante la ocupación estadounidense de Filipinas  fue creada la provincia de Surigao, siendo Loreto  uno de sus 14  municipios . En 1904 muchos municipios  se convirtieron en barrios de modo que esta provincia  retuvo solo el de  Loreto, pasando Melgar  a convertirse en un barrio de este municipio.
El 18 de septiembre de 1960 la provincia de Surigao fue dividida en dos: Surigao del Norte y Surigao del Sur.
Las nueva provincia de Islas Dinagat fue creada el 2 de diciembre de 2006.
Hasta entonces formaba parte de la provincia de Surigao del Norte.